# Ainet
Ainet  är en ort och kommun i distriktet Lienz i förbundslandet Tyrolen i Österrike.
Kommunen består av tre orter (Ortschaften) (inom parentes invånarantal 1 januari 2024):
- Ainet (778)
- Alkus (40)
- Gwabl (95)